# Xã Kinderhook, Quận Pike, Illinois
Xã Kinderhook (tiếng Anh: Kinderhook Township) là một xã thuộc quận Pike, tiểu bang Illinois, Hoa Kỳ. Năm 2010, dân số của xã này là 840 người.